# Valladolid (Lugo)
Valladolid (llamada oficialmente Valdolide) es una aldea española situada en la parroquia de Ferreirúa, del municipio de Puebla del Brollón, en la provincia de Lugo, Galicia.

## Geografía
Está situado a 448 metros de altitud. 

## Demografía
| Gráfica de evolución demográfica de Valladolid entre 2000 y 2020 |
|                                                                  |
| Datos según el nomenclátor publicado por el INE.                 |